# Skårebo naturreservat
Skårebo är ett naturreservat i Halmstads kommun i Halland.
Området är 75 hektar stort och skyddat sedan 2012. Det är beläget strax öster om Gräsås. Reservatet skapades efter en omfattande skogsbrand för att bevara brandfältet och den intilliggande ädellövskogen med dess rödlistade arter.

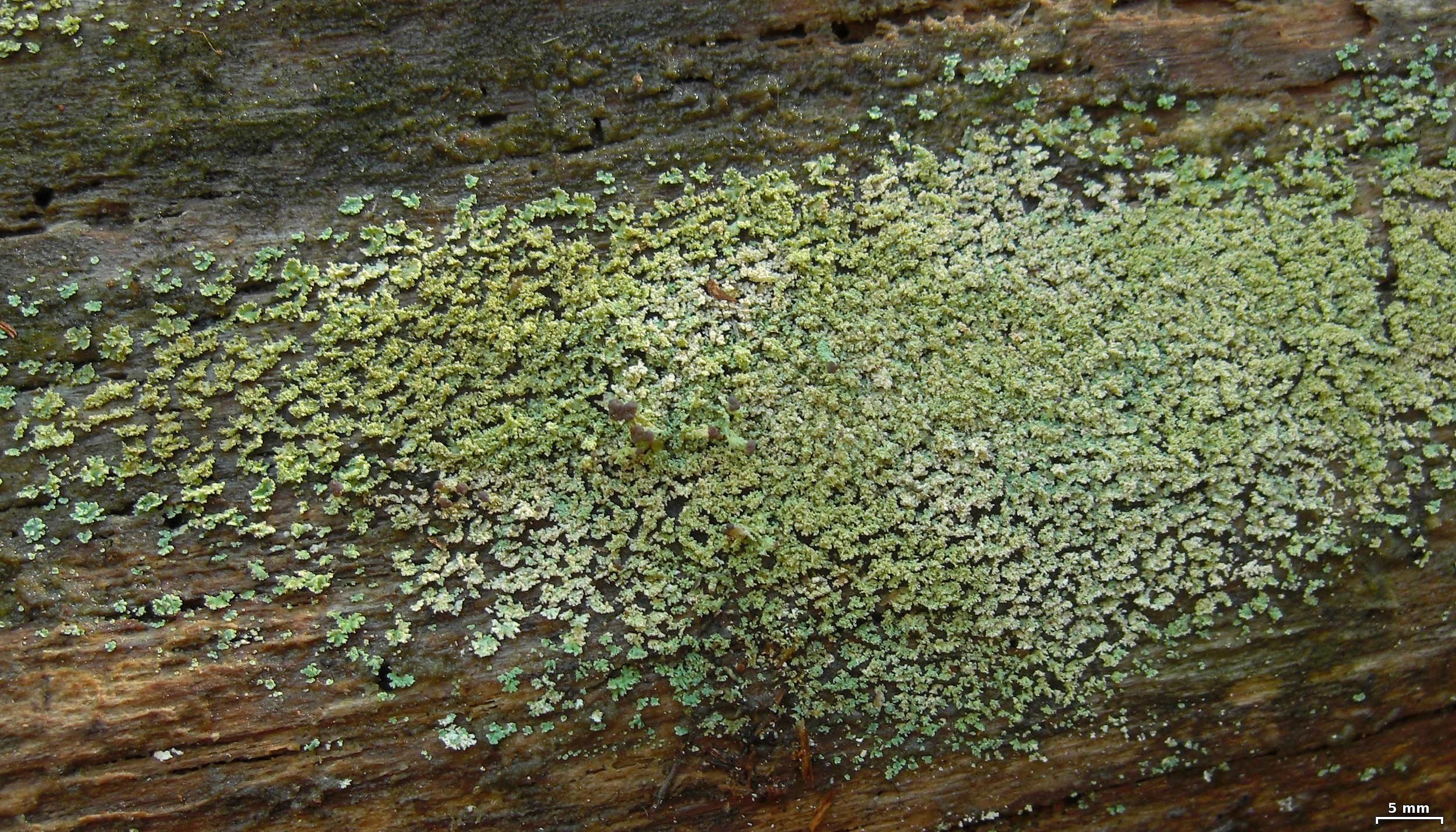
Dvärgbägarlav är en av de rödlistade arterna i området.

Reservatet består i sin norra del av rester av ett brandfält från 2008. Branden gick fram över skog och myr med lövskogar, blandskogar och våtmarker. 
I söder finns ett område med mycket gammal ädellövskog med ek och bok som också bedömts vara nyckelbiotop. 
I båda områdena finns många rödlistade arter såsom olika lavar, mossor och skalbaggar. 14 rödlistade arter har hittats.